# Pselnophorus ducis
Pselnophorus ducis là một loài bướm đêm thuộc họ Pterophoridae. Nó được tìm thấy ở Madagascar.